# Черкес Мехмед Али-паша
Черкес Мехмед Али-паша (тур. Çerkes Mehmet Ali Paşa, араб.الشركسي محمد الفاتح علي باشا); ум. 28 января 1625, Токат) – османский государственный деятель, великий визирь Османской империи с 1624 по 1625 год, в правление султана Мурада IV.
Был черкесского происхождения. Вырос в Эндеруне (Стамбул), где получил образование. Некоторое время служил оруженосцем и телохранителем султана. 
В 1618 году покинул дворец и был назначен бейлербеем Дамаска. 
В 1621 году вернулся в Стамбул и служил при императорском совете визирем .
Занимал пост Великого визиря с 3 апреля 1624 года до своей смерти.
Умер от болезни 28 января 1625 года в Токате.